# Marilyn Bailey Ogilvie
Marilyn Bailey Ogilvie, née le 22 mars 1936 à Duncan est une historienne des sciences américaine connue notamment pour ses travaux sur l'histoire des femmes dans la science. Elle a enseigné à l'université baptiste de l'Oklahoma avant de devenir conservatrice des collections d'histoire des sciences et professeure à l'université de l'Oklahoma. Elle est actuellement conservatrice émérite des collections d'histoire des sciences et professeure émérite du département d'histoire des sciences de l'université.

## Biographie
Marilyn Ogilvie a obtenu un diplôme A.B. (Licence) en biologie de l'université Baker (1957), une maîtrise en zoologie de l'Université du Kansas (1959), ainsi qu'un doctorat en histoire des sciences (1973) et une maîtrise en bibliothéconomie (1983) de l'université de l'Oklahoma.
Après avoir travaillé comme professeure agrégée et directrice de division à l'université baptiste de l'Oklahoma de 1979 à 1991, Marilyn Ogilvie est retourné à l'Université de l'Oklahoma en tant que conservatrice des collections d'histoire des sciences. En tant que conservatrice, elle a élargi les fonds de la collection de 79 000 à 94 000 volumes. Après sa retraite en 2008, une bourse d'études supérieures en histoire des sciences a été créée à son nom. Elle est actuellement conservatrice émérite des collections d'histoire des sciences et professeure émérite du département d'histoire des sciences de l'université.
Ses livres reflètent son intérêt pour l'histoire des femmes en science. Outre des dictionnaires biographiques, elle a rédigé les biographies de la biologiste Alice Middleton Boring, de la physicienne et chimiste Marie Curie, de l'astronome Caroline Herschel et de l'ornithologue Margaret Morse Nice.
En 1998, son livre Women in Science: Antiquity through the Nineteenth Century a été répertorié dans l'American Library Association Outstanding Reference Sources. Le livre, qui contient les profils de 186 femmes, a été décrit par Chet Raymo du Boston Globe comme suit : « Ce qui ressort, c'est le grand amour de la science que de nombreuses femmes ont partagé avec les hommes. Ce qui est également apparent, ce sont les formidables barrières qui ont été dressées contre elles ».
Ce thème a été repris dans « Marie Curie: A Biography » (2004, édition de poche 2011), dans lequel elle discute du partenariat de Marie Curie avec son mari Pierre. Elle décrit également leurs contributions individuelles aux découvertes pour lesquelles ils ont reçu conjointement le prix Nobel de physique en 1903 et Marie a reçu le prix Nobel de chimie en 1911 .
Ses livres sont présents dans des centaines de bibliothèques à travers le monde .
Elle a été honorée à l'occasion de son 80e anniversaire lors de la réunion annuelle de la History of Science Society en novembre 2016 en tant que « principale historienne des femmes dans la science ». Selon sa collègue Pnina G. Abir-Am du Women's Studies Research Center de l'Université Brandeis, la Dre Ogilvie, grâce à ses travaux sur les dictionnaires biographiques des femmes dans les sciences, a contribué à attirer l'attention sur le grand nombre de femmes dans les domaines scientifiques à travers le monde. l'histoire.
Marilyn Ogilvie était mariée à Philip W. Ogilvie, qui a enseigné la zoologie à l'Université de l'Oklahoma et a été directeur du zoo d'Oklahoma City et d'autres zoos. Le couple a co-écrit au moins un article scientifique . Ils ont eu trois enfants et ont ensuite divorcé .

## Publications
- Ogilvie, Marilyn (2021). Marie Curie: Un guide de référence sur sa vie et ses œuvres . Lanham, Maryland : Rowman & Littlefield. (ISBN 978-1-5381-3001-8).
- Ogilvie, Marilyn Bailey (2018). Pour les oiseaux : l'ornithologue américaine Margaret Morse Nice. Norman, Oklahoma : Presse de l'Université d'Oklahoma. (ISBN 978-0-8061-6069-6).
- Ogilvie, Marilyn B. (2008). A la recherche des étoiles : l'histoire de Caroline Herschel . Gloucestershire, Royaume-Uni : The History Press. (ISBN 978-0752442778).
- Marilyn Bailey Ogilvie, Marie Curie: A Biography, Westport, Conn, Greenwood Press, 2004 (ISBN 978-0-313-32529-8).
- Marilyn Ogilvie et Joy Harvey, The Biographical Dictionary of Women in Science: Pioneering Lives from Ancient Times to the mid-20th Century, New York, Routledge, 2000 (ISBN 978-0-415-92038-4, lire en ligne ).
- Marilyn Bailey Ogilvie, A Dame Full of Vim and Vigor: A Biography of Alice Middleton Boring, Biologist in China, Amsterdam, Harwood Academic, 1999 (ISBN 978-90-5702-575-4).
- Marilyn Ogilvie, Women in Science: Antiquity through the Nineteenth Century: A Biographical Dictionary with Annotated Bibliography, Cambridge, Mass, MIT Press, 1986 (ISBN 978-0-262-15031-6, lire en ligne ).